# Jullah Majra
Jullah Majra (em punjabi: ਝੁਲਾਮਜਾਰਾ) é uma aldeia no distrito de Shaheed Bhagat Singh Nagar, do estado de Punjab, Índia. Ele está localizado 16,7 quilómetros de distância da sede postal de Garcha, 18 quilómetros de Nawanshahr, 9,2 quilómetros do distrito sede Shaheed Bhagat Singh Nagar e a 99 quilómetros da capital Chandigarh. A aldeia é administrada por um Sarpanch, um representante eleito da aldeia.

## Demografia
Desde 2011, Jullah Majra tem um número total de 180 casas e uma população de 858, dos quais 480 são do sexo masculino e enquanto 478 são do sexo feminino, de acordo com o relatório publicado pelo Censo da Índia em 2011. A taxa de alfabetização de Jullah Majra é de 84,44%, superior à média estadual de 75,84%. A população de crianças sob a idade de 6 anos é 97, que é 10.13% da população total de Jullah Majra, e a proporção do sexo de criança é aproximadamente 980 quando comparada com a média do estado de Punjab de 846. A maioria das pessoas são de Schedule Caste, que constitui 59,08% da população total em Jullah Majra. De acordo com o relatório publicado pela Censo da Índia em 2011, 393 pessoas estavam envolvidas em actividades de trabalho fora da população total de Jullah Majra, o que inclui 279 homens e 114 mulheres. De acordo com o relatório do inquérito de censos de 2011, 64,63% dos trabalhadores descrevem o seu trabalho como um trabalho principal e 35,37% dos trabalhadores estão envolvidos na actividade marginal que proporciona meios de subsistência por menos de 6 meses.

## Transporte
A estação ferroviária de Banga é a estação de comboios mais próxima, no entanto, a estação ferroviária de Phagwara Junction está a 29,5 quilómetros de distância da aldeia. O Aeroporto de Sahnewal é o aeroporto doméstico mais próximo, que se encontrou a 57 quilómetros, e o aeroporto internacional mais próximo está situado em Chandigarh. Outro aeroporto internacional, o Sri Guru Ram Dass Jee, é o segundo aeroporto mais próximo, estando a 161 quilómetros.